# Cap del Serrat de la Gallinassa
El Cap del Serrat de la Gallinassa és una muntanya de 1.177 metres que es troba entre els municipis de Borredà, a la comarca del Berguedà i de les Llosses, a la comarca catalana del Ripollès.